# 牛越徹
牛越 徹（うしこし とおる、1950年（昭和25年）11月23日 - ）は、日本の政治家。長野県大町市長（5期）。

## 来歴
長野県社村（現・大町市）出身。父は、大町市長を3期務めた高橋恭男。1969年（昭和44年）3月、長野県大町高等学校卒業。1974年（昭和49年）3月、早稲田大学政治経済学部卒業。同年4月、長野県庁職員に採用される。1996年（平成8年）4月には長野オリンピック白馬ジャンプ会場責任者に就任している、上伊那地方事務所長。
2006年（平成18年）6月25日公示、7月2日投票の大町市長選挙において無投票で初当選。7月14日、市長に就任。2010年（平成20年）、2期目の当選。2014年（平成26年）、無投票で3期目の当選。2018年（平成30年）、4選。2022年（令和4年）、5選。